# هوكر سايدلي
 هاوكر سايدلي أيركرافت (بالإنجليزية: Hawker Siddeley)‏ تجمع لشركات نشأ في العام 1934. في لندن، إنجلترا، المملكة المتحدة وهي تجمع لشركات هاوكر أيركرافت (أسست من قبل هاري هاوكر سنة 1912)، وقلوستر أيركرافت، أرمسترونق ويتوورث وأرمسترونق سايدلي موتورز. صممت هوكر سايدلي أهم الطائرات البريطانية خلال الحرب العالمية الثانية مثل هوكر هوريكين وهوكر تونباست وهوكر هانتر والهارير وهوكر هايند. في 1955، اشترت هاوكر الصانع الكندي أفرو، ثم في 1960 اشترت البريطاني دي هافيلاند. وفي 1977، أممت الشركة ودمجت مع شركات أخرى لإنشاء بريتش ايروسبايس.